# Europäisches Haus Pappenheim

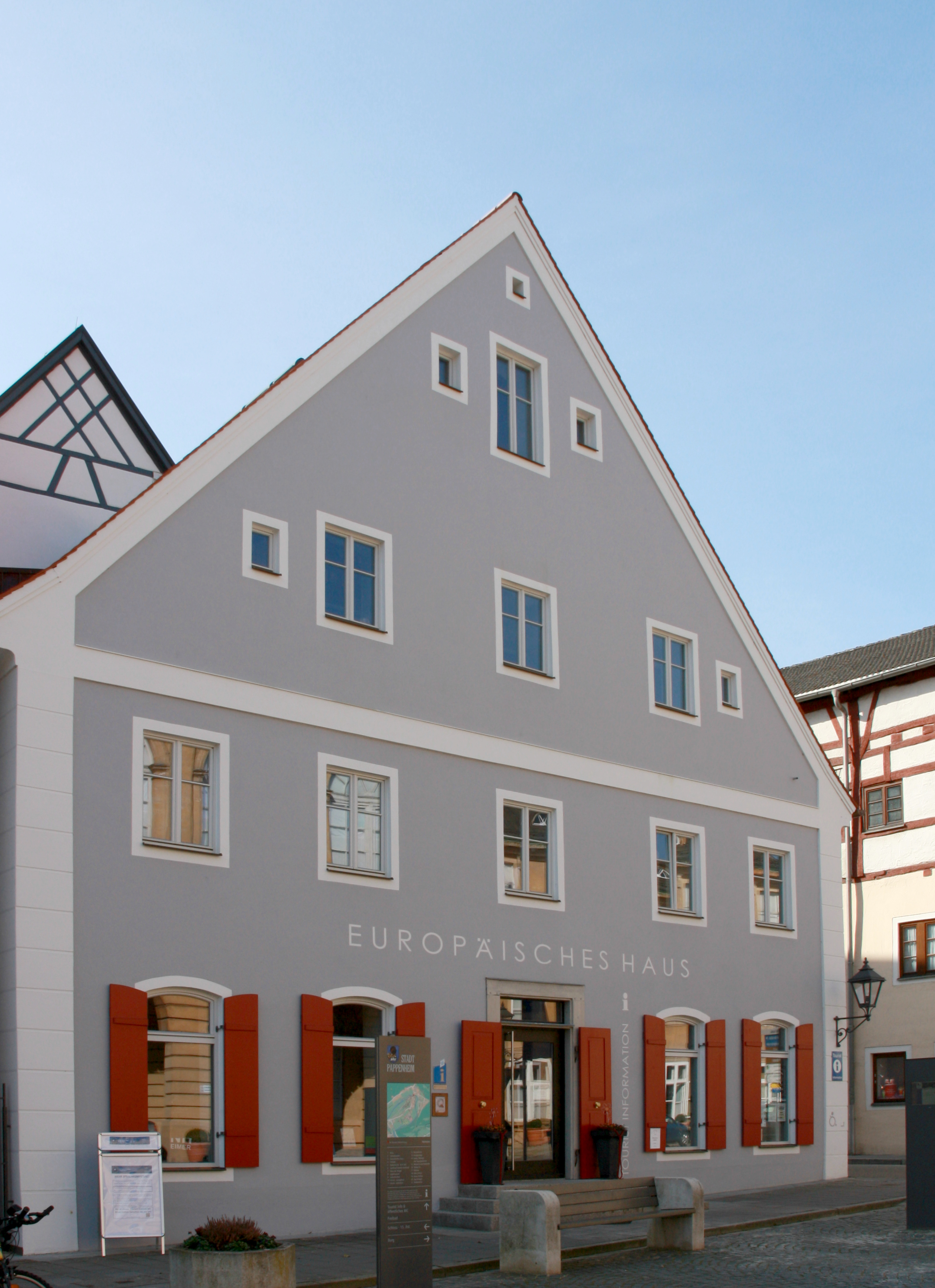
Europäisches Haus Pappenheim

Das Europäische Haus Pappenheim (EHP) war eine Europa-bezogene Einrichtung in Pappenheim, einer Stadt im mittelfränkischen Landkreis Weißenburg-Gunzenhausen. Träger war die Stadt Pappenheim. 

## Geschichte
Das EHP wurde 2012 gegründet. Leiter wurde Joachim Grzega. Das EHP wurde gemäß den Rahmenbedingungen des Stadtrats von Pappenheim als Europa-bezogene Forschungs- und Bildungseinrichtung für die Gebiete Politik, Kulturen und Sprachen betrieben. Aufgrund seiner besonderen Sprachlehrprogramme, insbesondere des Konzepts Sprach-Not-Arzt, erhielt das Institut überlokale Medienaufmerksamkeit. Darüber hinaus kamen ins EHP zahlreiche prominente Gastredner: neben amtierenden und ehemaligen Europa-Politikern auch Größen der Politikberatung wie Heiner Flassbeck und Franz Josef Radermacher. Obwohl das EHP alle Vorgaben des Stadtrats der Aufbauphase und die Bedingungen für eine Fortsetzung erfüllt hatte, beschloss der Stadtrat 2016 entgegen seinen vorherigen Beschlüssen die Einstellung des Betriebs. Die Konzepte wurden daraufhin weitgehend von der Volkshochschule Donauwörth übernommen. Im Juli 2017 wurde bekanntgegeben, dass das EHP von der Stadt Pappenheim mit Maria Bartholomäus als Leiterin von der Stadt Pappenheim wiedergegründet wird. 2018 wurde der Betrieb des Hauses vom Stadtrat eingestellt.

## Programm
Im Rahmen seines ursprünglichen Konzeptes für 2012 bis 2016 bot das EHP überparteiliche, auf wissenschaftlicher Beobachtung basierte politische Bildung, kulturgeschichtliche Bildung und Bildung im Bereich Sprache. Es war eine institutionalisierte Forschungsstätte für Eurolinguistik, wobei der Schwerpunkt auf der Angewandten Forschung lag (vor allem Pragmatik, dem Zusammenhang zwischen Sprache, Denken und Handeln sowie dem Sprachunterricht im Anfängerbereich). Ergebnisse aus Forschungsprojekten flossen unmittelbar in Angebote für ein breites Publikum. Die Experten-Laien-Kommunikation spielte dabei eine große Rolle. Im Rahmen seines Bildungsprogramms entwickelte das Institut neue Methoden und Lerninhalte und integrierte alternative Lehrkonzepte, etwa Basic Global English, Sprachworkout-Methode, Sprach-Not-Arzt und Lernen durch Lehren (LdL). Im Sinne von LdL wurde eine Reihe von Veranstaltungen mit Studierenden durchgeführt. Mit Unterstützung von Studierenden war auch ein interaktives eurolinguistisches Museum eingerichtet worden. Des Weiteren fanden im EHP internationale Tagungen statt, bei denen Teilnehmer neben Fachvorträgen auch Zusammenfassungen ihrer neuen Forschungsergebnisse in einer Sektion für ein allgemeines Publikum gaben. Zum Leitbild des EHP gehörte ferner, dass es Themen in Veranstaltungen bzw. Veranstaltungsreihen "echt europäisch" behandelte, also stets mit Blick auf alle geokulturellen Gebiete Europas beleuchtet (Zentrum, Westen, Süden, Osten, Norden). Diese Inhalte wurden größtenteils von der Volkshochschule Donauwörth übernommen und werden dort weiterentwickelt.

## Publikationen
- Beiträge bei den internationalen Eurolinguistik-Tagungen 2013, 2014 und 2015 im Journal for EuroLinguistiX
- EHP Essays